# عاطل محمد
عاطل محمد یک روستا در ولایت قندهار کشور افغانستان است.